# Dysonia alipes
Dysonia alipes är en insektsart som först beskrevs av John Obadiah Westwood 1844.  Dysonia alipes ingår i släktet Dysonia och familjen vårtbitare. Inga underarter finns listade i Catalogue of Life.